# Vecti Sabí
Vecti Sabí (en llatí Vectius Sabinus) va ser un senador romà del segle iii.
Era membre de la gens Úlpia. Com a senador va presentar la moció per la qual (segons diu Juli Capitolí), Dècim Celi Balbí i Pupiè Màxim van ser reconeguts emperadors conjunts. Després de la pujada dels dos emperadors va ser nomenat Praefectus urbi.